# Ault
Ault település Franciaországban, Somme megyében. Lakosainak száma 1369 fő (2022. január 1.). Ault Woignarue, Friaucourt és Saint-Quentin-la-Motte-Croix-au-Bailly községekkel határos.

## Népesség
A település népességének változása:
| Lakosok száma | 1584 | 1516 | 1524 | 1464 | 1431 | 1397 | 1383 | 1370 | 1369 |
|               | 2013 | 2015 | 2016 | 2017 | 2018 | 2019 | 2020 | 2021 | 2022 |